# عصبية قومية

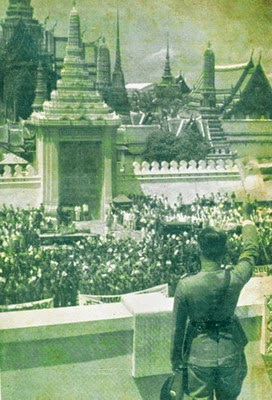

التطرف القومي أو القومية المتطرفة أو الوطنية المتعصبة أو العصبية القومية هي «القومية الشديدة التي تروج لمصلحة دولة واحدة أو شعب واحد قبل كل الآخرين»، أو ببساطة «الإخلاص الشديد لأمة الفرد».
القومية المتطرفة في حالة امتزاجها مع فكرة النهضة الوطنية تكون أساسا رئيسيا للفاشية.
وفقًا لجانوس بوجاجسكي، «في أكثر أشكالها تطرفًا أو تطوراً، تشبه القومية المتطرفة الفاشية، وتتسم بازدراء وكره للدول الأخرى، ودعم السياسات الاستبدادية التي تقترب من الشمولية، والتأكيد الأسطوري على» الوحدة العضوية«بين كل من: زعيم كاريزمي، وحزب من نوع غير متبلور من الناحية التنظيمية، والأمة».
يؤكد روجر جريفين أن النزعة القومية المتطرفة هي في الأساس كارهة للأجانب ومعروفة بأنها تضفي الشرعية على نفسها «من خلال روايات أسطورية عن الفترات الثقافية أو السياسية الماضية التي اتصفت بالعظمة التاريخية أو عن الانتقام من أعداء مزعومين». يمكن أن تعتمد أيضًا على «الأشكال المبتذلة من الأنثروبولوجيا، وعلم الوراثة، وعلم تحسين النسل لإعطاء مبرر لأفكار التفوق والقدر الوطنيين».

## أحزاب سياسية قومية متطرفة
تم وصف الأحزاب السياسية التالية بأنها قومية متطرفة.
- بلغاريا: Attack[10]
- اليونان: الفجر الذهبي[11]
- الهند: Shiv Sena[12]
- إسرائيل: الحزب الصهيوني الديني[13]
- اليابان: الحزب الليبرالي الديمقراطي الياباني[14] (faction)
- بولندا: National Movement  [لغات أخرى]‏[15]
- روسيا: الحزب الليبرالي الديمقراطي الروسي[16]
- صربيا: الحزب الراديكالي الصربي[17]
- سلوفاكيا: Kotleba – People's Party Our Slovakia[18]
- إسبانيا: فوكس (حزب سياسي)[19][20]
- تركيا: حزب الحركة القومية،[21][22] حزب الاتحاد الكبير[23]
- أوكرانيا: سفوبودا[24]